# Дворец спорта Пекинского университета
Дворец спорта Пекинского университета (кит. упр. 北京大学体育馆, пиньинь Běijīng Dàxué Tǐyùguǎn) — спортивный комплекс, построенный к Олимпиаде 2008 года в Пекине. Расположен в юго-восточной части Пекинского университета.
Сооружение предназначено для проведения соревнований по настольному теннису и является первой в мире ареной, построенной исключительно для этого вида спорта.
Спортивный комплекс имеет площадь 26 900 м², и рассчитан на 6000 зрителей.